# 안신
안신(周安信, 2006년 12월 25일 ~)은 중국의 배우다.

## 방송
- Master Class (2015)
- 메이크 메이트 원 (2024)

## 영화
- Bloody Destiny (2015)
- Love in the Front (2017)